# Hu Zhijun
Hu Zhijun (胡志军S, Hú ZhìjūnP; Canton, 24 luglio 1970) è un ex calciatore cinese, di ruolo attaccante.